# Arrondissement Maaseik
Arrondissement Maaseik (nizozemsky: Arrondissement Maaseik; francouzsky: Arrondissement de Maaseik) je jeden ze tří arrondissementů (okresů) v provincii Limburk v Belgii.
Obce Bocholt, Bree, Kinrooi, Meeuwen-Gruitrode, Dilsen-Stokkem a Maaseik náleží k soudnímu okresu Tongeren a zbylé obce patří k soudnímu okresu Hasselt.

## Historie
Arrondissement Maaseik vznikl roku 1839 jako belgická část dřívějšího arrondissementu Roermond, který zanikl rozdělením provincie Limburk. Kanton Peer byl přičleněn k arrondissementu Maaseik od arrondissementu Hasselt.
1. ledna 2019 se obce Overpelt a Neerpelt spojí do jedné obce jménem Pelt a obce Meeuwen-Gruitrode a Opglabbeek (okres Hasselt) do jedné obce Oudsbergen.

## Obyvatelstvo
Počet obyvatel k 1. lednu 2017 činil 239 842 obyvatel. Rozloha okresu činí 884,43 km².

## Obce
Okres Maaseik sestává z těchto obcí:
- Bocholt
- Bree
- Dilsen-Stokkem
- Hamont-Achel
- Hechtel-Eksel
- Houthalen-Helchteren
- Kinrooi
- Lommel
- Maaseik
- Meeuwen-Gruitrode
- Neerpelt
- Overpelt
- Peer